# Liste des circonscriptions législatives de la Somme
Le département français de la Somme est, sous la Cinquième République, constitué de cinq circonscriptions législatives de 1958 à 1986, de six circonscriptions après le redécoupage électoral de 1986 puis de cinq circonscriptions depuis le redécoupage de 2010, entré en application à compter des élections législatives de 2012.

## Présentation
Par ordonnance du 13 octobre 1958 relative à l'élection des députés à l'Assemblée nationale, le département de la Somme est d'abord constitué de cinq circonscriptions électorales.
Lors des élections législatives de 1986 qui se sont déroulées selon un mode de scrutin proportionnel à un seul tour par listes départementales, le nombre de sièges de la Somme a été porté de cinq à six.
Le retour à un mode de scrutin uninominal majoritaire à deux tours en vue des élections législatives suivantes, a maintenu ce nombre de six sièges,, selon un nouveau découpage électoral.
Le redécoupage des circonscriptions législatives réalisé en 2010 et entrant en application à compter des élections législatives de juin 2012, a modifié le nombre et la répartition des circonscriptions de la Somme, réduit à cinq du fait de la sur-représentation démographique du département.

## Composition des circonscriptions

### Composition des circonscriptions de 1958 à 1986

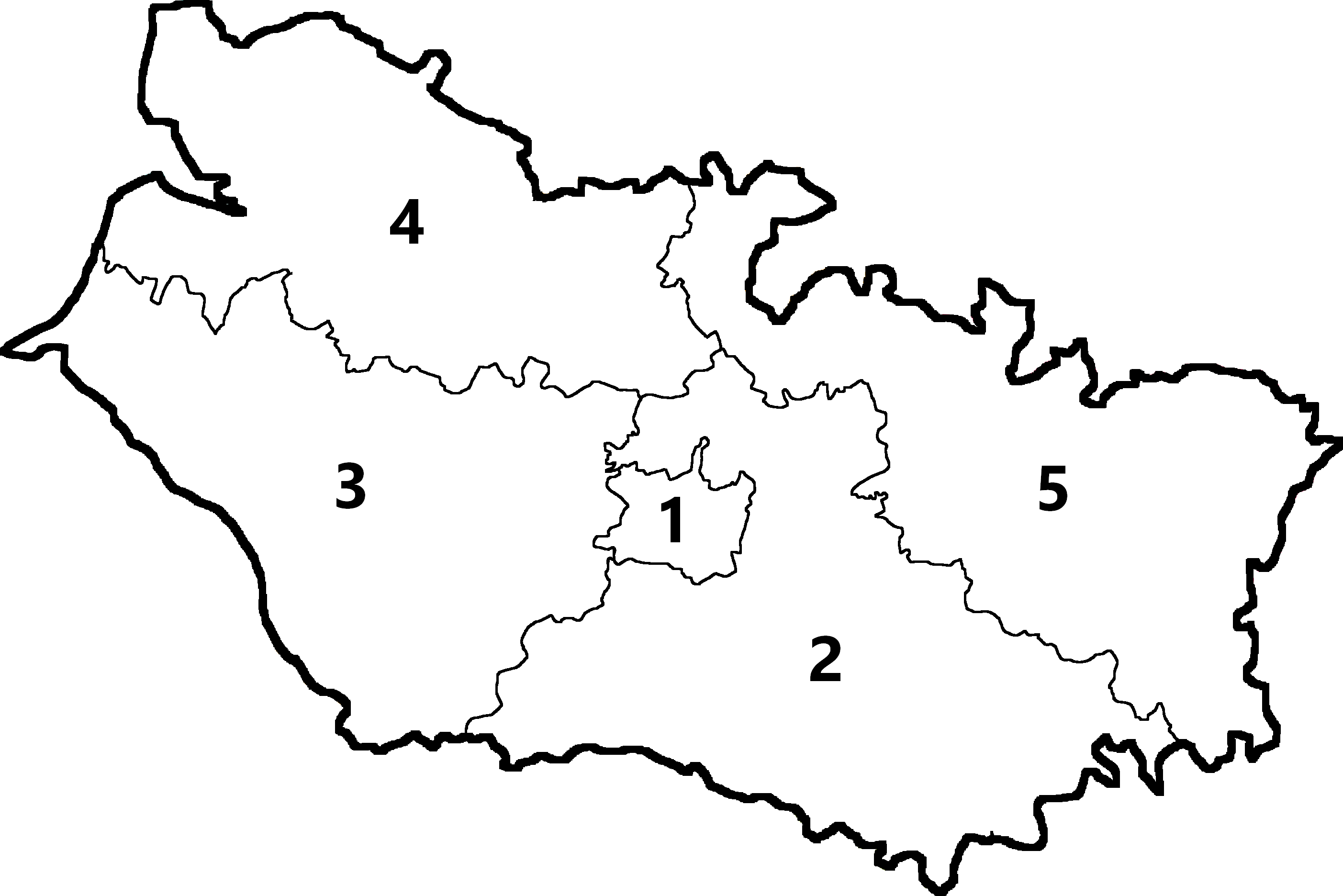
Circonscriptions de 1958 à 1986

À compter de 1958, le département de la Somme comprend cinq circonscriptions regroupant les cantons suivants :
- 1re circonscription : Amiens-I-Ouest, Amiens-II-Nord-Ouest, Amiens-III-Nord-Est, Amiens-IV-Est, Amiens-V-Sud-Est, Amiens-VI-Sud, Amiens-VII-Sud-Ouest.
- 2e circonscription : Boves, Ailly-sur-Noye, Conty, Corbie, Montdidier, Moreuil, Rosières-en-Santerre, Roye, Villers-Bocage.
- 3e circonscription : Ault, Gamaches, Hallencourt, Hornoy-le-Bourg, Molliens-Dreuil, Moyenneville, Oisemont, Picquigny, Poix-de-Picardie.
- 4e circonscription : Abbeville-Nord, Abbeville-Sud, Ailly-le-Haut-Clocher, Bernaville, Crécy-en-Ponthieu, Domart-en-Ponthieu, Nouvion, Rue, Saint-Valery-sur-Somme.
- 5e circonscription : Acheux-en-Amiénois, Albert, Bray-sur-Somme, Chaulnes, Combles, Doullens, Ham, Nesle, Péronne, Roisel.

### Composition des circonscriptions de 1988 à 2012

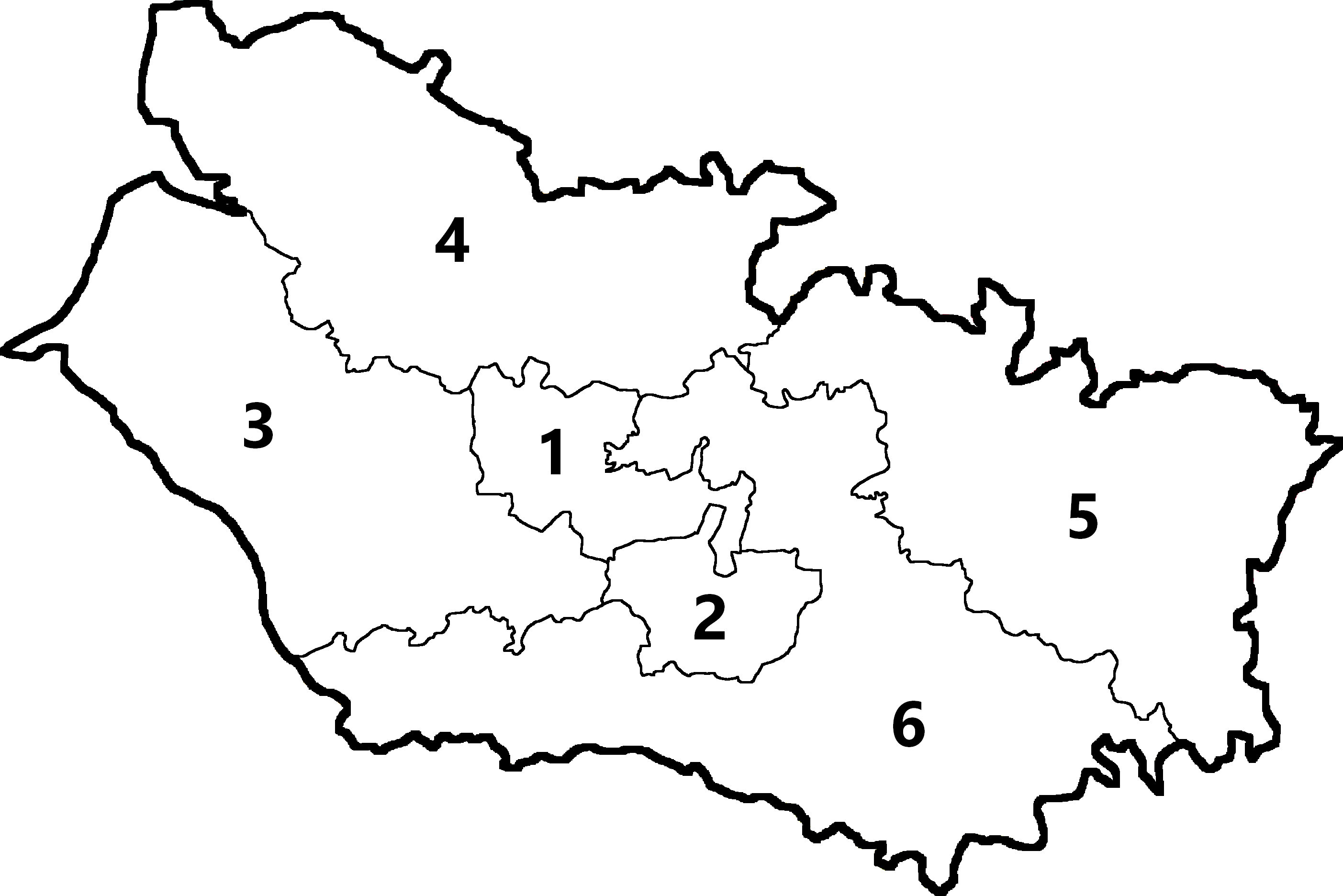
Circonscriptions de 1988 à 2012

À compter du découpage de 1986, le département de la Somme comprend six circonscriptions regroupant les cantons suivants :
- 1re circonscription : Amiens-I-Ouest, Amiens-II-Nord-Ouest, Amiens-IV-Est, Amiens-VIII-Nord, Picquigny
- 2e circonscription : Amiens-III-Nord-Est, Amiens-V-Sud-Est, Amiens-VI-Sud, Amiens-VII-Sud-Ouest, Boves.
- 3e circonscription : Ault, Friville-Escarbotin, Gamaches, Hallencourt, Hornoy-le-Bourg, Molliens-Dreuil, Moyenneville, Oisemont, Saint-Valery-sur-Somme.
- 4e circonscription : Abbeville-Nord, Abbeville-Sud, Ailly-le-Haut-Clocher, Bernaville, Crécy-en-Ponthieu, Domart-en-Ponthieu, Doullens, Nouvion, Rue.
- 5e circonscription : Acheux-en-Amiénois, Albert, Bray-sur-Somme, Chaulnes, Combles, Ham, Nesle, Péronne, Roisel.
- 6e circonscription : Ailly-sur-Noye, Conty, Corbie, Montdidier, Moreuil, Poix-de-Picardie, Rosières-en-Santerre, Roye, Villers-Bocage.

### Composition des circonscriptions à compter de 2012

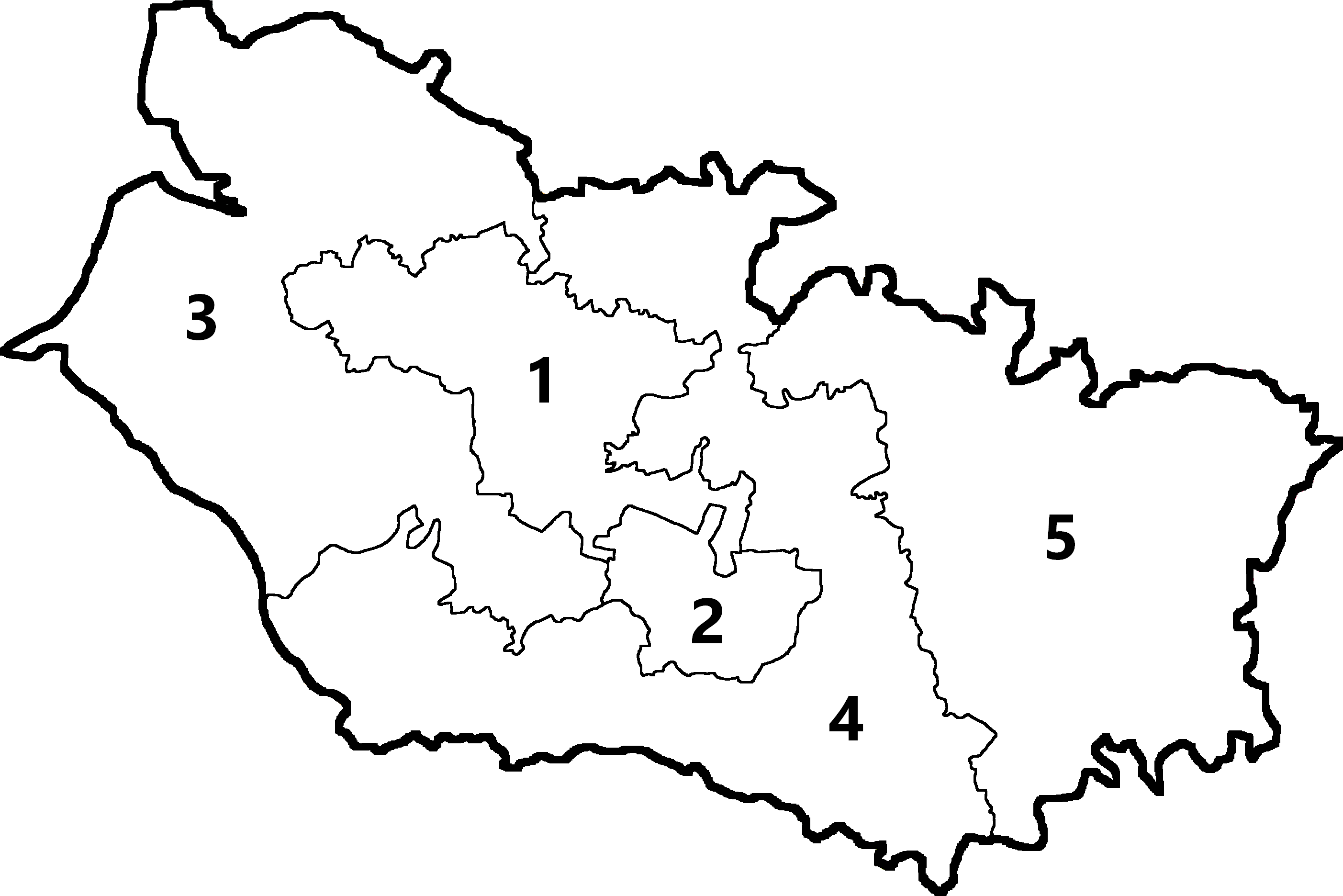
Circonscriptions depuis 2012

Depuis le nouveau découpage électoral, le département comprend cinq circonscriptions regroupant les cantons suivants :
- 1re circonscription : Abbeville-Nord, Abbeville-Sud, Ailly-le-Haut-Clocher, Amiens-II-Nord-Ouest, Amiens-IV-Est, Amiens-VIII-Nord, Domart-en-Ponthieu, Picquigny
- 2e circonscription : Amiens-I-Ouest, Amiens-III-Nord-Est, Amiens-V-Sud-Est, Amiens-VI-Sud, Amiens-VII-Sud-Ouest, Boves
- 3e circonscription : Ault, Crécy-en-Ponthieu, Friville-Escarbotin, Gamaches, Hallencourt, Molliens-Dreuil, Moyenneville, Nouvion, Oisemont, Rue, Saint-Valery-sur-Somme
- 4e circonscription : Ailly-sur-Noye, Bernaville, Conty, Corbie, Doullens, Hornoy-le-Bourg, Montdidier, Moreuil, Poix-de-Picardie, Villers-Bocage
- 5e circonscription : Acheux-en-Amiénois, Albert, Bray-sur-Somme, Chaulnes, Combles, Ham, Nesle, Péronne, Roisel, Rosières-en-Santerre, Roye

À la suite du redécoupage des cantons de 2014, les circonscriptions législatives ne sont plus composées de cantons entiers mais continuent à être définies selon les limites cantonales en vigueur en 2010. Les circonscriptions sont ainsi composées des cantons actuels suivants :
- 1re circonscription : cantons d'Abbeville-1 (6 communes et partie nord d'Abbeville), Abbeville-2 (6 communes et partie sud d'Abbeville), Ailly-sur-Somme (16 communes), Amiens-1 (quartiers Longpré et Saint-Maurice), Amiens-2 (quartiers Amiens-Nord, Pigeonnier, Marivaux et Vallée Saint Ladre, communes d'Allonville et Poulainville), Amiens-4, Flixecourt et Rue, communes de Berneuil, Bonneville, Camon, Fieffes-Montrelet, La Vicogne, Naours et Wargnies
- 2e circonscription : cantons d'Ailly-sur-Noye (9 communes), Amiens-1 (sauf quartiers Longpré et Saint-Maurice), Amiens-3 (partie d'Amiens et commune de Rivery), Amiens-4 (sauf quartiers Saint-Acheul et Val-d'Avre, et communes de Longueau et Villers-Bretonneux), Amiens-5, Amiens-6 et Amiens-7, communes de Dreuil-lès-Amiens et Saveuse
- 3e circonscription : cantons d'Abbeville-1(17 communes), Abbeville-2 (18 communes), Ailly-sur-Somme (26 communes), Friville-Escarbotin, Gamaches, Poix-de-Picardie (31 communes) et Rue (35 communes), communes de Conteville, Domléger-Longvillers et Hiermont
- 4e circonscription : cantons d'Ailly-sur-Noye (43 communes), Amiens-2 (sauf quartiers Amiens-Nord, Pigeonnier, Marivaux et Vallée Saint Ladre, communes d'Allonville et Poulainville), Amiens-3 (sauf partie d'Amiens et communes de Camon et Rivery), Corbie (29 communes), Doullens (38 communes), Moreuil (21 communes), Poix-de-Picardie (48 communes) et Roye (29 communes), communes de Flesselles, Saint-Vaast-en-Chaussée, Vaux-en-Amiénois et Villers-Bretonneux
- 5e circonscription : cantons d'Albert, Corbie (8 communes), Ham, Moreuil (20 communes) et Roye